# Linux Virtual Server
Linux Virtual Server (LVS) は、Linuxシステムの負荷分散ソリューションの一種である。1998年5月、Wensong Zhang によりオープンソースプロジェクトとして開始された。プロジェクトの目的は、コンピュータ・クラスター技術を使って高性能かつ高可用なLinuxサーバを構築し、スケーラビリティ、信頼性、保守性を向上させることである。
LVSプロジェクトの目下の焦点は新たな IPロードバランスソフトウェア (IPVS) の開発と、アプリケーションレベルのロードバランスソフトウェア (KTCPVS) の開発、クラスター管理機能の開発である。
- IPVS: Linux カーネル内に実装された IPロードバランスソフトウェア。IPVS のコードは既に標準の Linuxカーネル 2.4 と 2.6 に導入されている。
- KTCPVS: Linux カーネル内にアプリケーションレベルのロードバランス機能を組み込む計画。現在、開発中。

LVS を利用するとスケーラビリティや信頼性の高いネットワークサービス（Webサービス、電子メールサービス、マルチメディアおよびVoIPサービスなど）が構築でき、それらを大規模高信頼の電子商取引アプリケーションや電子政府アプリケーションに統合できる。
LVS は既に世界中で実際に使われている。